# 鉤鼻黑頭魚
鈎鼻黑頭魚（学名：Alepocephalus rostratus）為輻鰭魚綱黑头鱼目黑頭魚科的其中一種，為深海魚類，分布於東大西洋維德角群島東北部及地中海西部、摩洛哥至喀麥隆、安哥拉到那米比亞海域，棲息深度300-2250公尺，體長可達50公分，棲息在軟底質底層水域，以十足類及甲殼類為食，生活習性不明。

## 扩展阅读
- 維基物種上的相關：鈎鼻黑頭魚